# Ramon Cuello i Riera

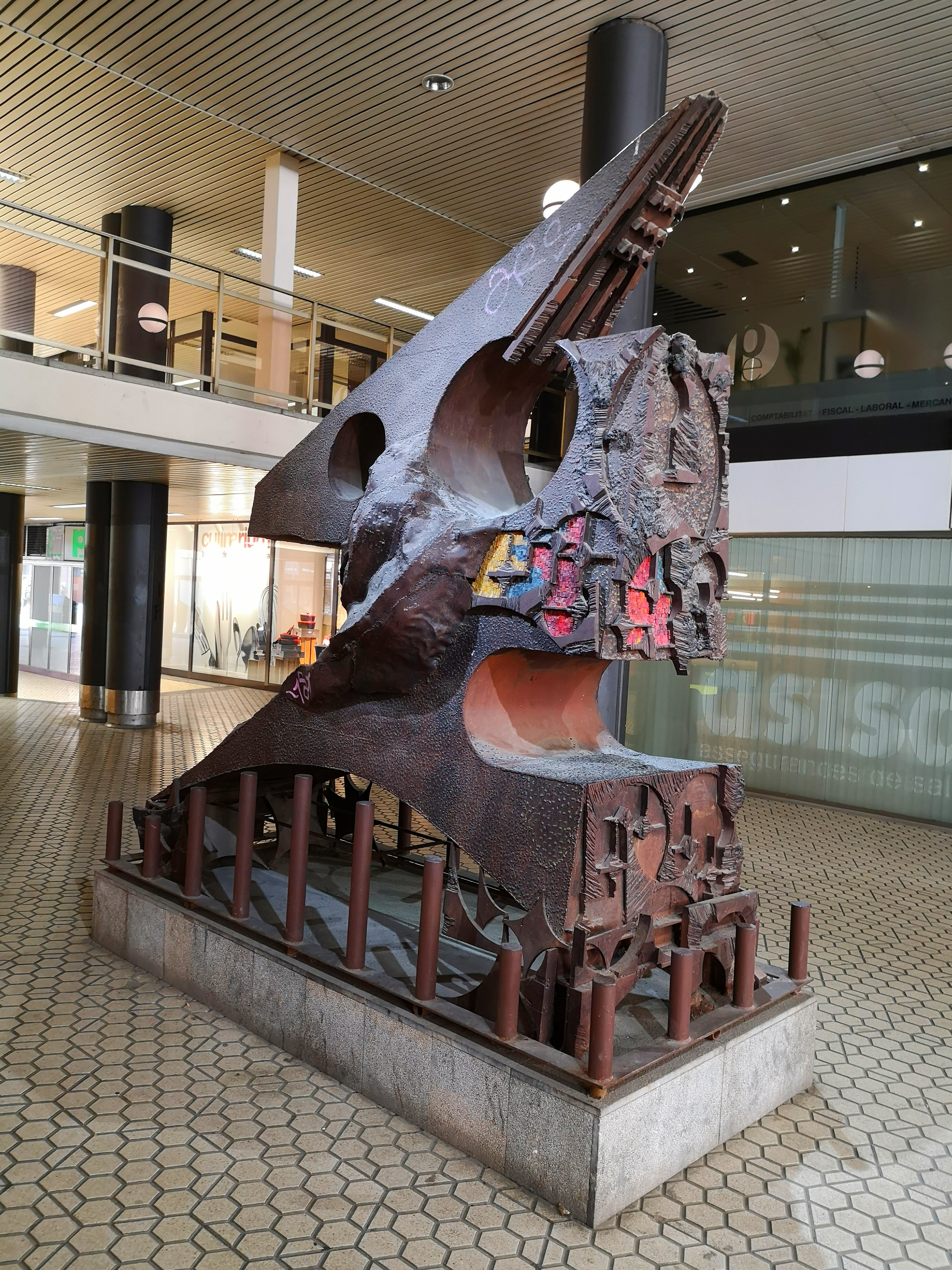
"A la força de Girona" (1989), de Ramon Cuello, a Girona.

Ramon Cuello i Riera (Barcelona, 1939) és un escultor català.

## Biografia
Inicialment estudià arpa i piano, però finalment es decantà per l'escultura. Estudià a l'Escola Massana i a l'Escola de la Llotja, on fou deixeble de Rafael Solanic i Balius, i la seva obra s'ha donat a conèixer a partir de 1970, encara que la seva primera exposició individual, a la Sala Parés de Barcelona, no va tenir lloc fins al 1978. Ha realitzat obres en fang, ferro, marbre o fusta i tot i que té algunes obres abstractes és un autor conegut d'escultures monumentals d'estil realista en espais oberts. El 2011 va rebre la Creu de Sant Jordi pel conjunt de la seva obra.

## Obres

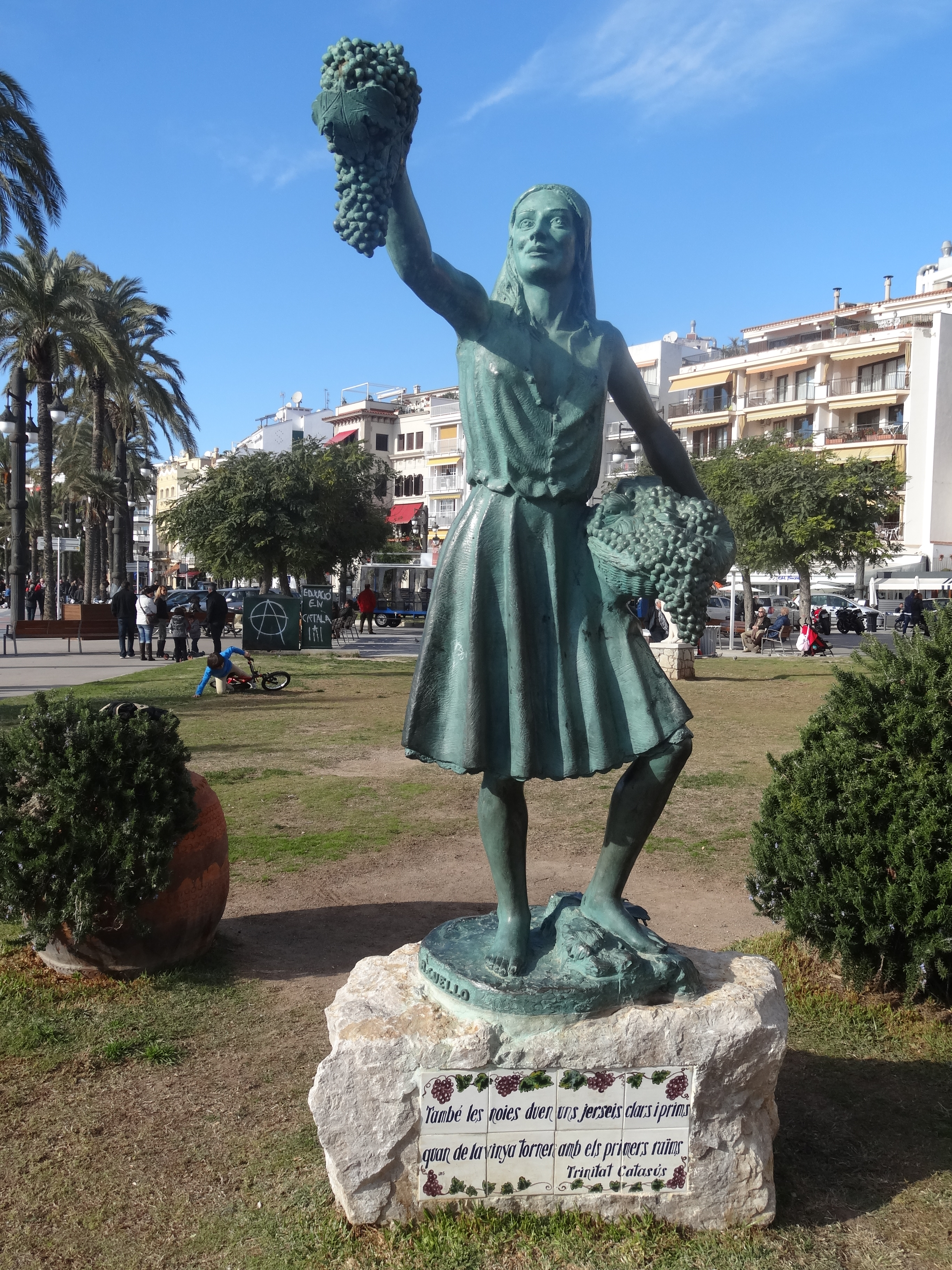
Escultura 'La noia de la malvasia', obra de Ramon Cuello situada als jardins de la Fragata, Sitges (2005) amb una inscripció del poeta Trinitat Catasús

* 1971ː Escultura abstracta a l'antic restaurant Montserrat Exprés de Collbató (actualment supermercat Bonpreu)
- bustos dels reis espanyols al Museu Naval de Madrid,
- bust del príncep Felip a l'Acadèmia Militar de Saragossa
- figures de personatges com Pere Tarrés i Claret i Francesc Aleu, fundador de la Federació de Joves Cristians de Catalunya per a la nova façana del monestir de Montserrat començada després de la guerra civil espanyola per Joan Rebull Torroja.
- bustos dels comtes de Barcelona per al Saló de Cent de l'Ajuntament de Barcelona.
- Dona amb flors al cap, situada al vestíbul de l'Hospital Materno-infantil de l'Hospital de la Vall d'Hebron de Barcelona.
- talla de la Mare de Déu de Loreto a la Basílica del Pilar de Saragossa
- escultures de la Mare de Déu i de Sant Josep de l'altar major del Temple Expiatori de la Sagrada Família.
- Escultura 'La noia de la malvasia', als jardins de la Fragata, Sitges (2005) amb una inscripció del poeta Trinitat Catasús que recorda als sitgetans que van treballar en la collita de la malvasia.[1]
- Ramon Cuello, escultor (1993), Ediciones Anael